# Doi Toshikatsu
Doi Toshikatsu (土井 利勝, 19 de abril de 1573 – 12 de agosto de 1644) foi um alto funcionário do xogunato Tokugawa do Japão durante as suas primeiras décadas e um dos principais conselheiros do segundo xogunato Tokugawa, Hidetada.

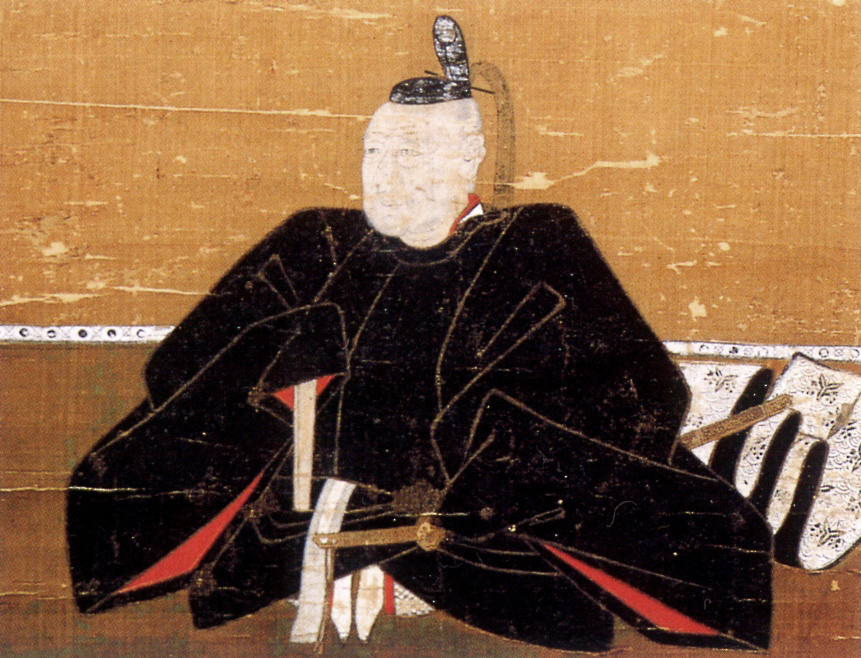
Doi Toshikatu

Filho adoptivo de Doi Toshimasa, Toshikatsu é geralmente considerado filho biológico de Mizuno Nobumoto, embora haja quem afirme que era filho ilegítimo do xogum Tokugawa Ieyasu. Serviu o xogunato como conselheiro do xogum Tokugawa Hidetada durante muitos anos e desempenhou um papel importante na comunicação e supervisão da aplicação da política xogum em todo o país; Doi ajudou também a efetivar as relações comerciais e diplomáticas entre o Japão e o Reino de Ayutthaya tailandês. Perdeu grande parte da sua influência e poder com a morte de Hidetada em 1632. Seis anos mais tarde, Doi tornou-se um dos primeiros a ser nomeado para o recém-criado cargo de Tairō (Grande Ancião) e foi nomeado daimyō (senhor feudal) do Domínio de Koga na Província de Shimōsa, com uma receita de 160.000 koku.
A 7 de abril de 1633, foi transferido para Koga, Província de Shimōsa, com um feudo aumentado para 162.000 koku. Em 1635, reviu o código de leis do Buke shohatto acrescentando a comparência alternada ao xogunato e aumentando o número de artigos para 19, consolidando o sistema de controlo do xogunato. Logo após a tomada de poder por parte de Iemitsu, Tokugawa Tadanaga e Kato Tadahiro foram despojados dos seus títulos. Toshikatsu, que conspirava secretamente com Iemitsu, fingiu estar em desacordo com ele e enviou cartas aos vários daimyos alertando para a possibilidade de rebelião. Os outros daimyos enviaram imediatamente as cartas a Iemitsu, mas Tadahiro e Tadanaga não o fizeram, o que terá levado à sua remoção das fileiras.